# Food Network (Polen)
Food Network ist ein polnischer Fernsehsender von TVN.
Food Network startete am 22. November 2012 als Polsat Food Network, dank der Zusammenarbeit von Polsat und TVN. Seit dem 29. Juni 2015 ist der Sender in HD empfangbar. Als die Zusammenarbeit beendet wurde, wurde der Sender am 1. Januar 2017 in Food Network umbenannt.
2017 waren Sendungen, die die meisten Zuschauer hatten, die von Magda Gessler.